# Glen Dell
Glen Dell (9 de abril de 1962 - 12 de octubre de 2013) fue un entrenador de línea aérea comercial de Sudáfrica y piloto de acrobacias, que clasificó para competir en el Red Bull Air Race World Championship en las temporadas 2008 y 2009.
El padre de Dell era un piloto de la Segunda Guerra Mundial, y él mismo obtuvo su licencia de piloto privado en torno al año 1979. Luego se unió a la Fuerza Aérea de Sudáfrica para volar helicópteros. Después de obtener su Licencia de Piloto Comercial, se unió a South African Airways en 1994, donde se convirtió en capitán de Formación Superior.
A partir de 1985, ganó el Campeonato Nacional de Acrobacia en diversas categorías 12 veces. Él compitió en el Campeonato del Mundo de Acrobacia desde 1994, y se convirtió en Campeón del Mundo de Acrobacia avanzada en 2004.
Dell murió en el Hospital Sunninghill en Johannesburgo de quemaduras sufridas cuando su avión, un Extra EA-330 se estrelló el 12 de octubre de 2013 a el Secunda Airshow en Secunda, Mpumalanga.